# استیو کاپوادی
استیو کاپوادی (انگلیسی: Steve Kapuadi؛ زادهٔ ۳۰ آوریل ۱۹۹۸) بازیکن فوتبال است.